# Serhij Serebrennikov
Serhij Serebrennikov (Oekraïens: Сергій Серебреніков; Russisch: Сергей Серебренников, Serhij Serebrennikov) (Oelan-Oede, 1 september 1976) is een tot Oekraïner genaturaliseerd Russisch voormalig voetballer die meestal centraal op het middenveld speelde.
Serebrennikov is afkomstig uit de Russische autonome republiek Boerjatië, vlak bij de grens met Mongolië. Toen hij zes jaar oud was verhuisde hij met zijn ouders naar de Siberische stad Krasnokamensk. Hij zou er een kleine tien jaar verblijven, tot hij op zijn zestiende voor vijf jaar vertrok naar een sportschool in Moskou. Tijdens die periode speelde hij voor Vympel Rybinsk, Dinamo Vologda en Sjinnik Jaroslavl. In 1999 werd hij samen met nog twee andere Russen getransfereerd naar het Oekraïense Dynamo Kiev. De voorzitter vroeg hun om de Oekraïense nationaliteit aan te nemen. Serebrennikov ging erop in en zo belandde hij ten slotte in de Oekraïense nationale ploeg, waar hij 12 keer voor uitkwam en 1 keer scoorde.

## Carrière
De rechtsvoetige Serebrennikov begon zijn carrière in Rusland, in 2002 ging het via Dynamo Kiev naar Club Brugge, waar hij een contract voor 5 jaar tekende.
Bij Club Brugge werd aanvankelijk veel van hem verwacht, zelfs Johan Cruijff had zich lovend uitgesproken over Serebrennikov. Hij kon de verwachtingen echter nooit inlossen. Mede door blessureleed kwam hij op meer dan 4 jaar tijd slechts 46 keer in actie in het blauw-zwarte shirt. Tijdens de winterstop van het seizoen 05-06 werd hij uitgeleend aan Sporting Charleroi, waar hij opnieuw tot spelen toekwam. Hij scoorde in zijn eerste wedstrijd al tegen KRC Genk.
Bij zijn terugkeer naar Brugge op het einde van het seizoen kreeg hij te horen dat hij in het seizoen 06-07 niet tot de A-kern zou behoren. Net voor het einde van de transferperiode werd een oplossing gevonden in een transfer naar Cercle Brugge. Zijn debuut werd echter al meteen uitgesteld toen hij op training zijn kuitbeen brak. Uiteindelijk debuteerde hij op de 13de speeldag tegen Bergen in het groen-zwarte shirt. In de tweede helft van het seizoen ontpopte hij zich tot een onmisbare buffer op het middenveld. In het seizoen 2007-2008 speelde hij bijna alle wedstrijden als verdedigende middenvelder naast Besnik Hasi. In juni 2008 werd zijn contract bij Cercle verlengd tot medio 2013.
In de zomer van 2011 verliet Serebrennikov Cercle Brugge om in tweede klasse bij KSV Roeselare de rol van speler-trainer op zich te nemen. Hij zal deze rol vervullen tot het einde van het seizoen 2013-2014.

## Statistieken
| seizoen | club               | land     | competitie      | wed. | goals |
| ------- | ------------------ | -------- | --------------- | ---- | ----- |
| 1992/95 | Sjinnik Jaroslavl  | Rusland  |                 |      |       |
| 1995/96 | Vympel Rybinsk     | Rusland  |                 |      |       |
| 1996/98 | Dinamo Vologda     | Rusland  |                 |      |       |
| 1998/99 | Sjinnik Jaroslavl  | Rusland  |                 |      |       |
| 1999/02 | Dynamo Kiev        | Oekraïne |                 | 30   | 8     |
| 2002/03 | Club Brugge        | België   | Jupiler League  | 28   | 1     |
| 2003/04 | Club Brugge        | België   | Jupiler League  | 7    | 0     |
| 2004/05 | Club Brugge        | België   | Jupiler League  | 8    | 0     |
| 2005/06 | Club Brugge        | België   | Jupiler League  | 3    | 0     |
| 2005/06 | Sporting Charleroi | België   | Jupiler League  | 12   | 1     |
| 2006/07 | Cercle Brugge      | België   | Jupiler League  | 16   | 1     |
| 2007/08 | Cercle Brugge      | België   | Jupiler League  | 34   | 6     |
| 2008/09 | Cercle Brugge      | België   | Jupiler League  | 32   | 2     |
| 2009/10 | Cercle Brugge      | België   | Jupiler League  | 26   | 2     |
| 2009/10 | Cercle Brugge      | België   | Play-Off II A   | 6    | 0     |
| 2010/11 | Cercle Brugge      | België   | Jupiler League  | 24   | 0     |
| 2011/12 | KSV Roeselare      | België   | Tweede Klasse   | 31   | 0     |
| 2012/13 | KSV Roeselare      | België   | Belgacom League | 12   | 0     |
| 2013/14 | KSV Roeselare      | België   | Belgacom League | 14   | 0     |